# カミッラ・ゴンザーガと三人の息子の肖像
『カミッラ・ゴンザーガと三人の息子の肖像』（カミッラ・ゴンザ―ガとさんにんのむすこのしょうぞう、伊:Ritratto di Camilla Gonzaga coi tre figli） は、1539年から1540年頃に制作された、イタリアのマニエリスム期の画家、パルミジャニーノと他の画家による絵画である。スペインのマドリードにあるプラド美術館に収蔵されている。同様にプラド美術館に所蔵され、一致してパルミジャニーノに帰属されている『サン・セコンド伯爵ピエル・マリア・ロッシの肖像』の対作品となっている。

## 歴史
本作は、『サン・セコンド伯爵の妻』という作品として、マドリード王宮の1686年のコレクション目録に記載されている。人物は、この記載に基づいてカール5世 (神聖ローマ皇帝) のコンドッティエーレであったサン・セコンド伯爵ピエル・マリア3世・デ・ロッシの妻であるカミッラ・ゴンザーガであると特定され、ロッシ家の子孫の一人も、パルミジャニーノ作のピエル・マリアの肖像画の存在について1630年に記載している。
フェリペ4世が、いくつかの領地に関するパルマのファルネーゼ家との論争のためにロッシ家を支援した後、本作は1664年にスペインにもたらされた。本作は1535年から1539年頃の制作とされているが、パルミジャニーノへの帰属については議論の余地があり、作者はブロンズィーノの工房の画家とも同一視されている。 1540年に亡くなったパルミジャニーノは本作を完成させることができなかった可能性があり、おそらくパルミジャニーノのスケッチに基づいて、別の芸術家によって完成された。

## 概要
伯爵夫人は黒い背景に描かれ、高価な緋色のドレス、胸にフリルの付いたモスリン、そして豊富な宝石一式を身に着けている。彼女は右を向いており、概念上は夫の肖像を見つめている。伯爵夫人は三人の息子、トロイロ、フェデリーコ、イッポリトに囲まれている。このような図像が使用されたのは、イタリア美術では最初の例である。
三人の息子はパルミジャニーノ以外の画家の手になるように見え、おそらく別の時期に描き加えられた。

## 関連作品
- 『サン・セコンド伯爵ピエル・マリア・ロッシの肖像』